# 王金陵 (文学翻译家)
王金陵（1927年12月24日—2016年6月1日），女，江苏无锡人，中国俄苏文学翻译家。中国人民大学文学院教授。中国作家协会会员，中国苏联文学研究会理事，中国昆曲研究会理事。

## 生平
农历1927年11月23日（公历1927年12月24日）出生于江苏省无锡市。父亲是国民革命军总司令部政治部秘书长王昆侖。她先后就读于教育家陶行知创办的育才学校，江安国立戏剧专科学校。40年代初参加演剧队工作。1945年抗日战争胜利后回乡。入上海法学院学习，1948年1月随父亲王昆侖前往美国，1949年1月经由苏联回国，不久被派至中国人民解放军北平市军事管制委员会工作。历任北平军管会文工团团员、文化部艺术局干部、人民文学出版社外文部编辑、中国人民大学语言文学系俄国文学硕士研究生导师，教授。1950年代毕业于北京俄语学院。1979年加入中国作家协会。
2016年6月1日下午在北京逝世，享年88岁。

## 作品
译著《莫斯科性格》、《这里的黎明静悄悄》、《烟》。编著《王昆仑文集》（团结出版社，1988）。代表性论文《读契诃夫的〈套中人〉有感》、《论屠格涅夫作品的音乐性》。昆曲剧本《晴雯》（合著）等。